# ジェンキンス郡 (ジョージア州)
座標: 北緯32度47分 西経81度58分 / 北緯32.79度 西経81.96度
ジェンキンス郡（Jenkins County）は、アメリカ合衆国ジョージア州にある郡。人口は8,595人（2007年推計）。郡庁所在地はミレン (Millen)である。
1905年8月17日に設立された。

## 地理
国勢調査局によると、この郡の総面積は913平方キロ（352平方マイル）で、うち906平方キロ（350平方マイル）が陸地、総面積の0.75%にあたる7平方キロ（3平方マイル）が水域となっている。
幹線道路
- 国道25号線
- 州道17号線
- 州道21号線
- 州道23号線
- 州道67号線
- 州道121号線

隣接する郡
- バーク郡（北）
- スクリーブン郡（東）
- バロック郡（南）
- エマニュエル郡（西）

## 人口動態

2000年国勢調査の結果をもとに作成した郡の人口ピラミッド

2000年の国勢調査時点で、この郡には8575人、3214世帯、2269家族が暮らしている。人口密度は1平方キロあたり9人で、平方マイルに換算すると24人となる。住居数は3907軒で、1平方キロに平均4軒（1平方マイルあたりでは11軒）が建っていることになる。住民のうち白人は56.29%、アフリカ系は40.49%、ネイティブ・アメリカンは0.15%、アジア系は0.21%、太平洋諸島系は0.09%、その他の人種は2.06%、混血は0.70%、ヒスパニック（ラテン系）は3.35%を占める。
3214世帯のうち33.7%は18歳未満の子供と暮らしており、45.9%は夫婦で生活している。19.7%は未婚の女性が世帯主であり、29.4%は家族以外の住人と同居している。25.6%が独り身世帯で、11.3%を独居老人の世帯が占める。1世帯あたりの平均構成人数は2.63人、家庭の平均構成人数は3.16人である。
住民のうち28.5%が18歳未満の未成年、9.2%が18歳以上24歳以下、26.4%が25歳以上44歳以下、22.3%が45歳以上64歳以下、13.6%が65歳以上となっており、平均年齢は35歳である。女性100人に対して男性が92.0人いる一方、18歳以上の女性100人に対しては86.7人いる。
一世帯あたりの平均収入は2万4025米ドル、家族ごとでは2万9539米ドルである。男性の平均収入は2万8804米ドル、女性の平均収入は2万252米ドルで、労働者でない人々も含めた住民一人当たりの収入は1万3400米ドルとなる。総人口の28.4%、家族の22.3%、18歳未満の子供の39.6%、および65歳以上の高齢者の25.5%は貧困線以下の収入で生計を立てている。

## 都市
- ミレン (en:Millen, Georgia)

非法人地域
- パーキンズ (en:Perkins, Georgia)